# عزلة بني ربيعة (ذمار)

## تعريفها
عزلة بني ربيعة هي إحدى عزل مديرية وصاب العالي في محافظة ذمار اليمنية ويبلغ تعداد سكانها 2539 نسمة حسب التعداد السكاني في اليمن لعام 2004.

## تكويناتها البشرية
تتكون من عدة مغارم: الربيعي و الاعروم، بني المصنف، والاحكوم، بني الماربي، بني الغياث، وغيرهم من الاسر والعصبات

## تكويناتها الجغرافية
تتكون من قرى وادي الصيح( الاصلاب والدقيقة ومعينة والحرف والسلفة والزاوية ) وقرى جبل المابن( شرف الماربي، واكمة فليت والاعروم والحلال والغباري، والجعر والشروع والاعماق وشرى الجبل وهيجة علبه) وقرى الموسطة (سريح ومحلاتها (الشرع والشرمات والحيفاء والقاعدة والاقران )والشطوط. ومحلاتها ( هيجة الجعري والضعين والعكفة )والمناوب  .
والطناقي. ومحلاتها( الرخامي وذيحماد والنقيل والشراقي والاعرام والصحب )وشرف خماش ومحلاتها ( الزاوية )  واللفج والمشوافة والعنبة  ).

## حدودها
يحدها من جهة الشرق عزلة حمير ومن جهة الغرب عزلة السانة ومن الجنوب مديرية القفر في محافظة إب.

## النشاط الاقتصادي
يشتغل معظم السكان بالزراعة والتجارة وأهمها زراعة وبيع القات، وزراعة الحبوب والبن والفواكه، ورعي المواشي وبيعها.

## المعالم البارزة
جبل المابن، مسجد الشرف، بركة الشروع، دار علب، شلال منفس، العكفة.